# Кубок іспанської ліги з футболу 1983
Кубок іспанської ліги 1983 — 1-й розіграш Кубка іспанської ліги. У змаганні брали участь 18 футбольних колективів із Ла-Ліги 1982—1983. Титул здобула Барселона.

## Календар
| Раунд        | Дата матчів           | Матчі | Клуби   |
| ------------ | --------------------- | ----- | ------- |
| Перший раунд | 7-8/21-22 травня 1983 | 14    | 18 → 11 |
| Другий раунд | 1/8 червня 1983       | 8     | 11 → 7  |
| Третій раунд | 11-12/15 червня 1983  | 6     | 7 → 4   |
| 1/2 фіналу   | 19/22 червня 1983     | 4     | 4 → 2   |
| Фінал        | 26/29 червня 1983     | 2     | 2 → 1   |

## Перший раунд
| Команда 1          | Заг.         | Команда 2         | 1-й матч | 2-й матч |
| ------------------ | ------------ | ----------------- | -------- | -------- |
| 7/21 травня 1983   |              |                   |          |          |
| Расінг (Сантандер) | 4:3          | Валенсія          | 1:0      | 3:3      |
| Лас-Пальмас        | 6:2          | Реал Вальядолід   | 4:1      | 2:1      |
| 7/22 травня 1983   |              |                   |          |          |
| Атлетік (Більбао)  | 2:2 пен. 5:4 | Осасуна           | 1:1      | 1:1      |
| 8/21 травня 1983   |              |                   |          |          |
| Сельта             | 4:9          | Еспаньйол         | 3:2      | 1:7      |
| Реал Бетіс         | 2:2 пен.     | Депортіво Малага  | 1:0      | 1:2      |
| Реал Сарагоса      | 4:1          | Севілья           | 2:1      | 2:0      |
| 8/22 травня 1983   |              |                   |          |          |
| Саламанка          | 1:4          | Атлетіко (Мадрид) | 0:0      | 1:4      |

## Другий раунд
Клуб Лас-Пальмас пройшов до наступного раунду після жеребкування.
| Команда 1          | Заг.         | Команда 2         | 1-й матч | 2-й матч |
| ------------------ | ------------ | ----------------- | -------- | -------- |
| 1/8 червня 1983    |              |                   |          |          |
| Расінг (Сантандер) | 3:6          | Реал Сарагоса     | 3:2      | 0:4      |
| Атлетіко (Мадрид)  | 3:2          | Атлетік (Більбао) | 3:0      | 0:2      |
| Реал Сосьєдад      | 2:2 пен. 4:2 | Еспаньйол         | 2:2      | 0:0      |
| Спортінг (Хіхон)   | 3:2          | Депортіво Малага  | 2:2      | 1:0      |

## Третій раунд
Клуб Реал Сарагоса пройшов до наступного раунду після жеребкування.
| Команда 1         | Заг. | Команда 2         | 1-й матч | 2-й матч |
| ----------------- | ---- | ----------------- | -------- | -------- |
| 11/15 червня 1983 |      |                   |          |          |
| Лас-Пальмас       | 1:3  | Атлетіко (Мадрид) | 1:0      | 0:3      |
| 12/15 червня 1983 |      |                   |          |          |
| Реал Мадрид       | 2:1  | Реал Сосьєдад     | 1:0      | 1:1      |
| Барселона         | 1:0  | Спортінг (Хіхон)  | 1:0      | 0:0      |

## 1/2 фіналу
| Команда 1         | Заг.     | Команда 2   | 1-й матч | 2-й матч |
| ----------------- | -------- | ----------- | -------- | -------- |
| 19/22 червня 1983 |          |             |          |          |
| Атлетіко (Мадрид) | 3:5      | Барселона   | 1:0      | 2:5      |
| Реал Сарагоса     | 8:8 пен. | Реал Мадрид | 5:3      | 3:5      |

## Фінал
| Команда 1         | Заг. | Команда 2 | 1-й матч | 2-й матч |
| ----------------- | ---- | --------- | -------- | -------- |
| 26/29 червня 1983 |      |           |          |          |
| Реал Мадрид       | 3:4  | Барселона | 2:2      | 1:2      |

### Перший матч
| 26 червня 1983 |

| Реал Мадрид                | 2:2      | Барселона                 |
| -------------------------- | -------- | ------------------------- |
| дель Боске 63' Хуаніто 69' | Протокол | Карраско 50' Марадона 57' |

| Сантьяго Бернабеу, Мадрид Глядачів: 80 000 Арбітр: Ідельфонсо Урісар Аспітарте |

### Повторний матч
| 29 червня 1983 |

| Барселона                        | 2:1      | Реал Мадрид    |
| -------------------------------- | -------- | -------------- |
| Марадона 19' (пен.) Алесанко 20' | Протокол | Сантільяна 84' |

| Камп Ноу, Барселона Глядачів: 120 000 Арбітр: Хоакін Рамос Маркос |